# Belmont-d'Azergues
Pour les articles homonymes, voir Belmont.
Belmont-d'Azergues est une commune française située dans le département du Rhône, en région Auvergne-Rhône-Alpes.

## Géographie
Belmont-d'Azergues est située à 16 km au nord-ouest de Lyon.

### Climat
Pour des articles plus généraux, voir Climat d'Auvergne-Rhône-Alpes et Climat du Rhône.
En 2010, le climat de la commune est de type climat océanique altéré, selon une étude du Centre national de la recherche scientifique s'appuyant sur une série de données couvrant la période 1971-2000. En 2020, Météo-France publie une typologie des climats de la France métropolitaine dans laquelle la commune est exposée à un climat de montagne ou de marges de montagne et est dans la région climatique  Nord-est du Massif Central, caractérisée par une pluviométrie annuelle de 800 à 1 200 mm, bien répartie dans l’année. 
Pour la période 1971-2000, la température annuelle moyenne est de 11,3 °C, avec une amplitude thermique annuelle de 17,4 °C. Le cumul annuel moyen de précipitations est de 817 mm, avec 9,3 jours de précipitations en janvier et 6,9 jours en juillet. Pour la période 1991-2020, la température moyenne annuelle observée sur la station météorologique de Météo-France la plus proche, « Le Breuil », sur la commune du Breuil à 7 km à vol d'oiseau, est de 11,6 °C et le cumul annuel moyen de précipitations est de 749,8 mm,. Pour l'avenir, les paramètres climatiques de la commune estimés pour 2050 selon différents scénarios d'émission de gaz à effet de serre sont consultables sur un site dédié publié par Météo-France en novembre 2022.

## Urbanisme

### Typologie
Au 1er janvier 2024, Belmont-d'Azergues est catégorisée ceinture urbaine, selon la nouvelle grille communale de densité à sept niveaux définie par l'Insee en 2022.
Elle appartient à l'unité urbaine de Lyon, une agglomération inter-départementale regroupant 123  communes, dont elle est une commune de la banlieue,,. Par ailleurs la commune fait partie de l'aire d'attraction de Lyon, dont elle est une commune de la couronne,. Cette aire, qui regroupe 397 communes, est catégorisée dans les aires de 700 000 habitants ou plus (hors Paris),.

### Occupation des sols
L'occupation des sols de la commune, telle qu'elle ressort de la base de données européenne d’occupation biophysique des sols Corine Land Cover (CLC), est marquée par l'importance des territoires agricoles (63,1 % en 2018), une proportion sensiblement équivalente à celle de 1990 (63,3 %). La répartition détaillée en 2018 est la suivante : 
zones agricoles hétérogènes (59,2 %), zones urbanisées (27,8 %), mines, décharges et chantiers (9,1 %), cultures permanentes (3,9 %). L'évolution de l’occupation des sols de la commune et de ses infrastructures peut être observée sur les différentes représentations cartographiques du territoire : la carte de Cassini (XVIIIe siècle), la carte d'état-major (1820-1866) et les cartes ou photos aériennes de l'IGN pour la période actuelle (1950 à aujourd'hui).

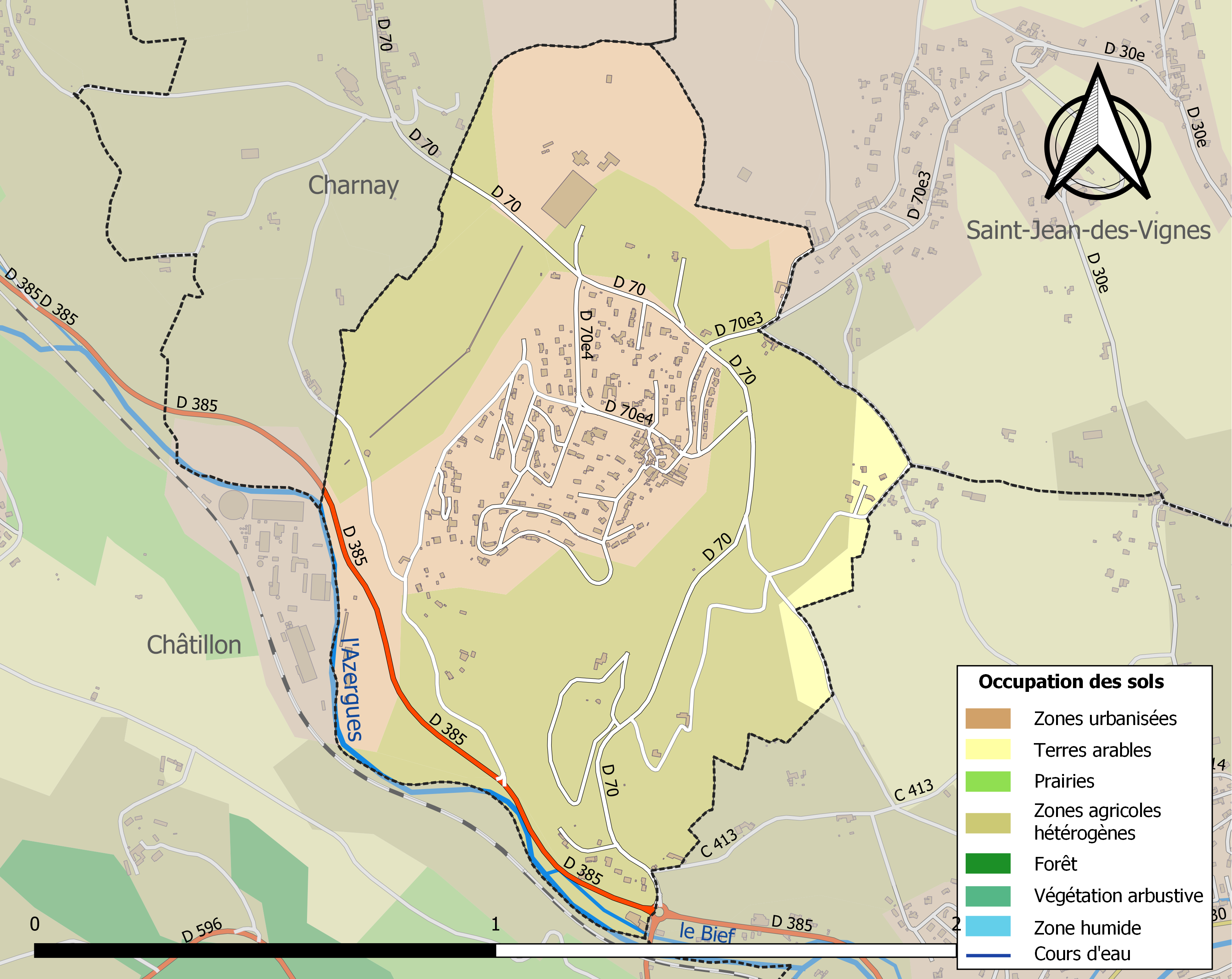
Carte des infrastructures et de l'occupation des sols de la commune en 2018 (CLC).

## Toponymie
Belmont est un toponyme composé de deux synonymes issus de langues différentes (doublet tautologique), en l'occurrence bel- qui est une base pré-celtique signifiant "hauteur" et mont qui vient du latin mons.

## Héraldique
| Blason de Belmont-d'Azergues | Blason  | D'azur à trois jumelles en bande d'or; au comble d'argent chargé de trois merlettes de sable. |
| Blason de Belmont-d'Azergues | Détails | Le statut officiel du blason reste à déterminer.                                              |

## Politique et administration

### Administration territoriale
La commune appartient au canton d'Anse, puis est rattachée à celui du Bois-d'Oingt en 2015.

### Administration municipale

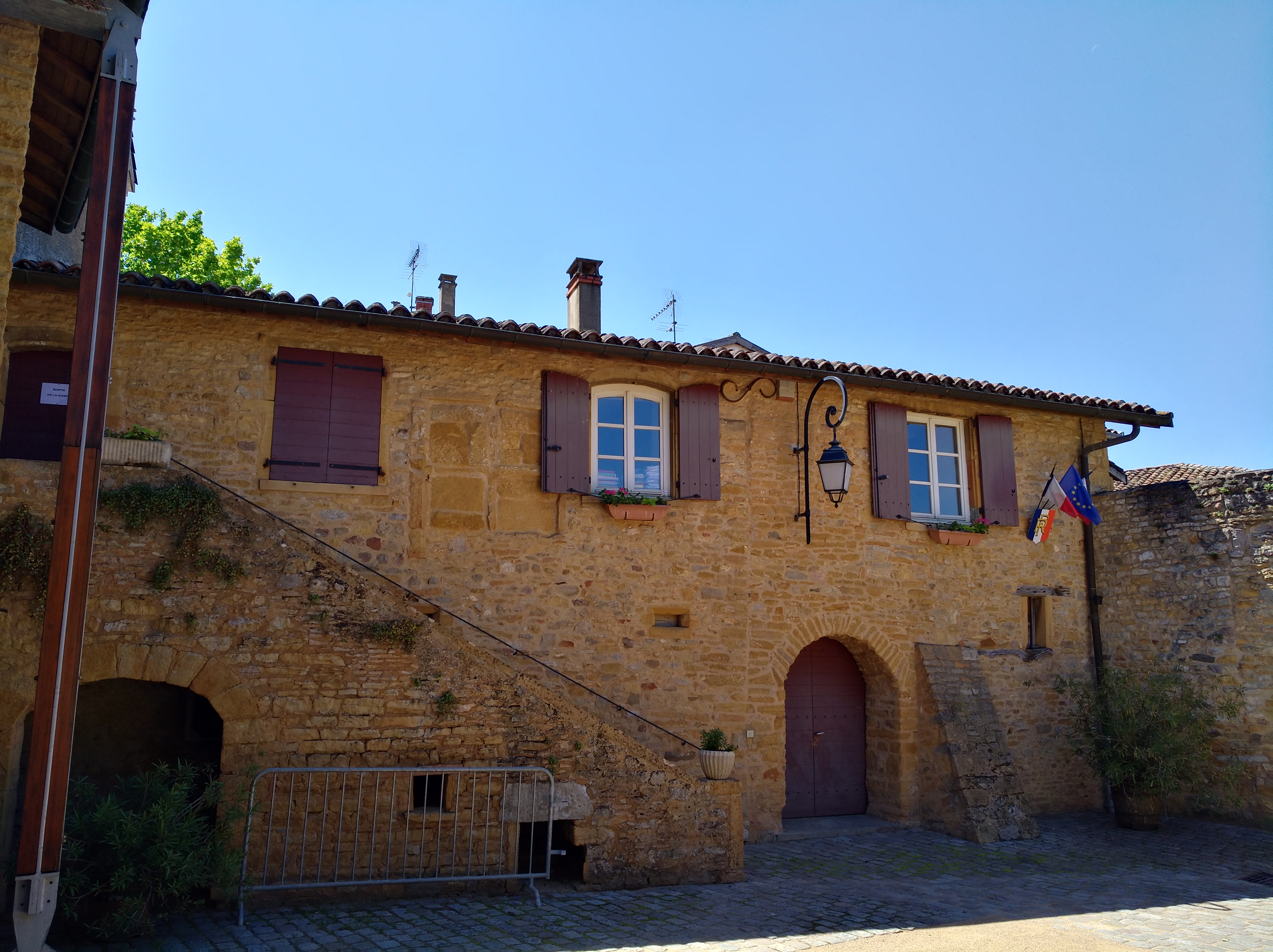
Vue de la mairie

| Période                                  | Période  | Identité        | Étiquette | Qualité |
| ---------------------------------------- | -------- | --------------- | --------- | ------- |
| mars 1983                                | 2001     | Pierre Prunet   | SE        |         |
| mars 2001                                | en cours | Jean-Luc Tricot | SE        |         |
| Les données manquantes sont à compléter. |          |                 |           |         |

### Intercommunalité
La commune appartient à la communauté de communes Beaujolais Val d'Azergues de 1994 à 2013, puis Beaujolais-Pierres Dorées depuis 2014.

## Population et société

### Démographie
L'évolution du nombre d'habitants est connue à travers les recensements de la population effectués dans la commune depuis 1793. Pour les communes de moins de 10 000 habitants, une enquête de recensement portant sur toute la population est réalisée tous les cinq ans, les populations de référence des années intermédiaires étant quant à elles estimées par interpolation ou extrapolation. Pour la commune, le premier recensement exhaustif entrant dans le cadre du nouveau dispositif a été réalisé en 2006.

En 2022, la commune comptait 717 habitants, en évolution de +12,91 % par rapport à 2016 (Rhône : +3,93 %, France hors Mayotte : +2,11 %).
| 1793 | 1800 | 1806 | 1821 | 1831 | 1836 | 1841 | 1846 | 1851 |
| ---- | ---- | ---- | ---- | ---- | ---- | ---- | ---- | ---- |
| 129  | 112  | 118  | 146  | 114  | 117  | 130  | 137  | 175  |

| 1856 | 1861 | 1866 | 1872 | 1876 | 1881 | 1886 | 1891 | 1896 |
| ---- | ---- | ---- | ---- | ---- | ---- | ---- | ---- | ---- |
| 159  | 167  | 173  | 142  | 156  | 142  | 164  | 139  | 140  |

| 1901 | 1906 | 1911 | 1921 | 1926 | 1931 | 1936 | 1946 | 1954 |
| ---- | ---- | ---- | ---- | ---- | ---- | ---- | ---- | ---- |
| 141  | 115  | 106  | 92   | 86   | 95   | 100  | 111  | 96   |

| 1962 | 1968 | 1975 | 1982 | 1990 | 1999 | 2006 | 2011 | 2016 |
| ---- | ---- | ---- | ---- | ---- | ---- | ---- | ---- | ---- |
| 217  | 348  | 374  | 424  | 509  | 613  | 641  | 633  | 635  |

| 2021 | 2022 | - | - | - | - | - | - | - |
| ---- | ---- | - | - | - | - | - | - | - |
| 705  | 717  | - | - | - | - | - | - | - |

### Enseignement
La commune possède une école maternelle et élémentaire.

### Manifestations culturelles et festivités
Un marché a lieu les vendredis soir.

## Culture locale et patrimoine

### Lieux et monuments

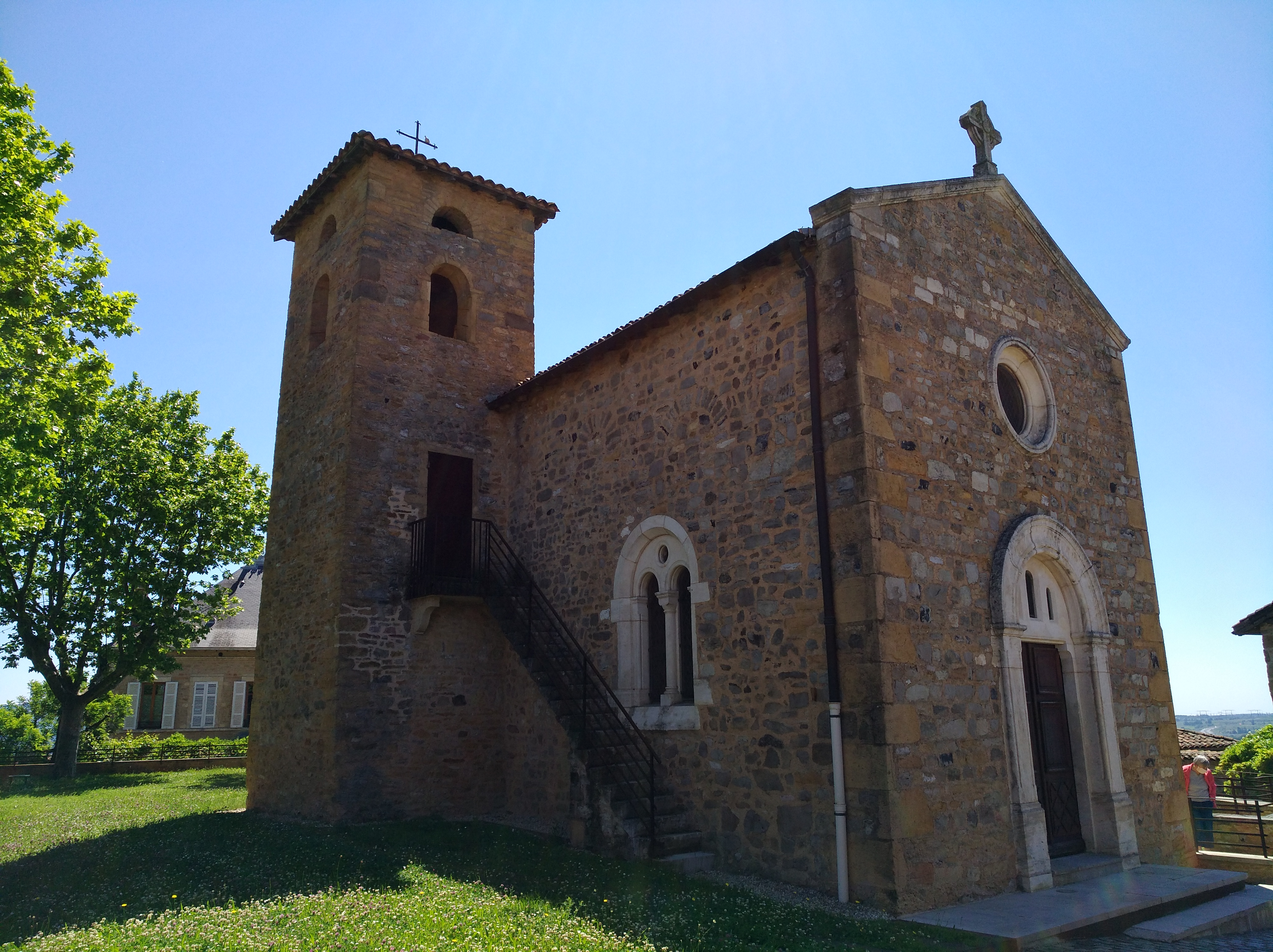
Vue de l'église Saint-Julien.

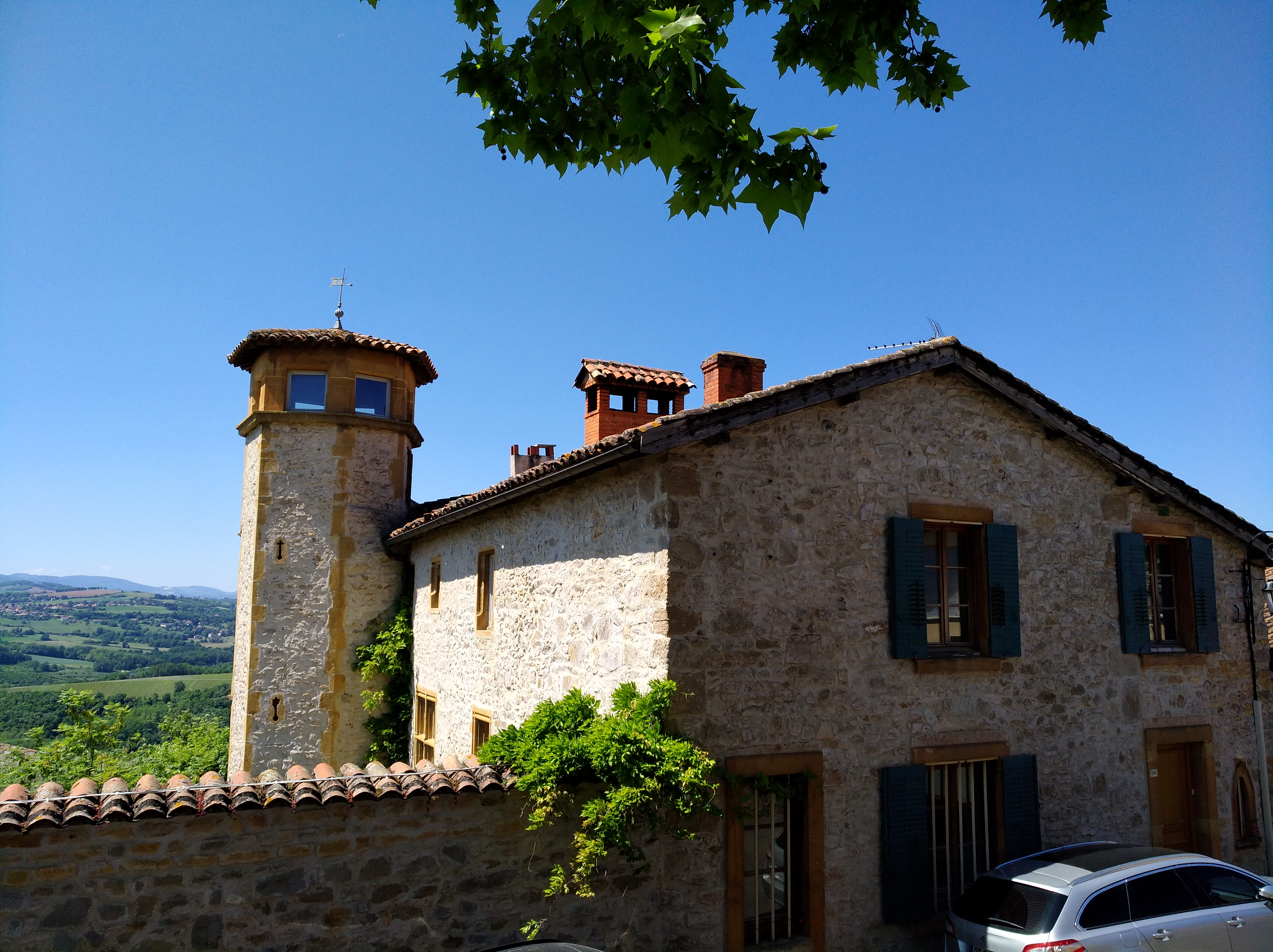
Ancien château.

- L'église Saint-Julien de style roman date des XIe et XVe siècles.
- Le château de Belmont, dont il subsiste des parties remontant au XVe siècle.